# Sara Anzanello
Sara Anzanello (née le 30 juillet 1980 à San Donà di Piave dans la province de Venise en Vénétie et morte le 25 octobre 2018 à Milan (Lombardie)) est une joueuse italienne de volley-ball. 

## Biographie

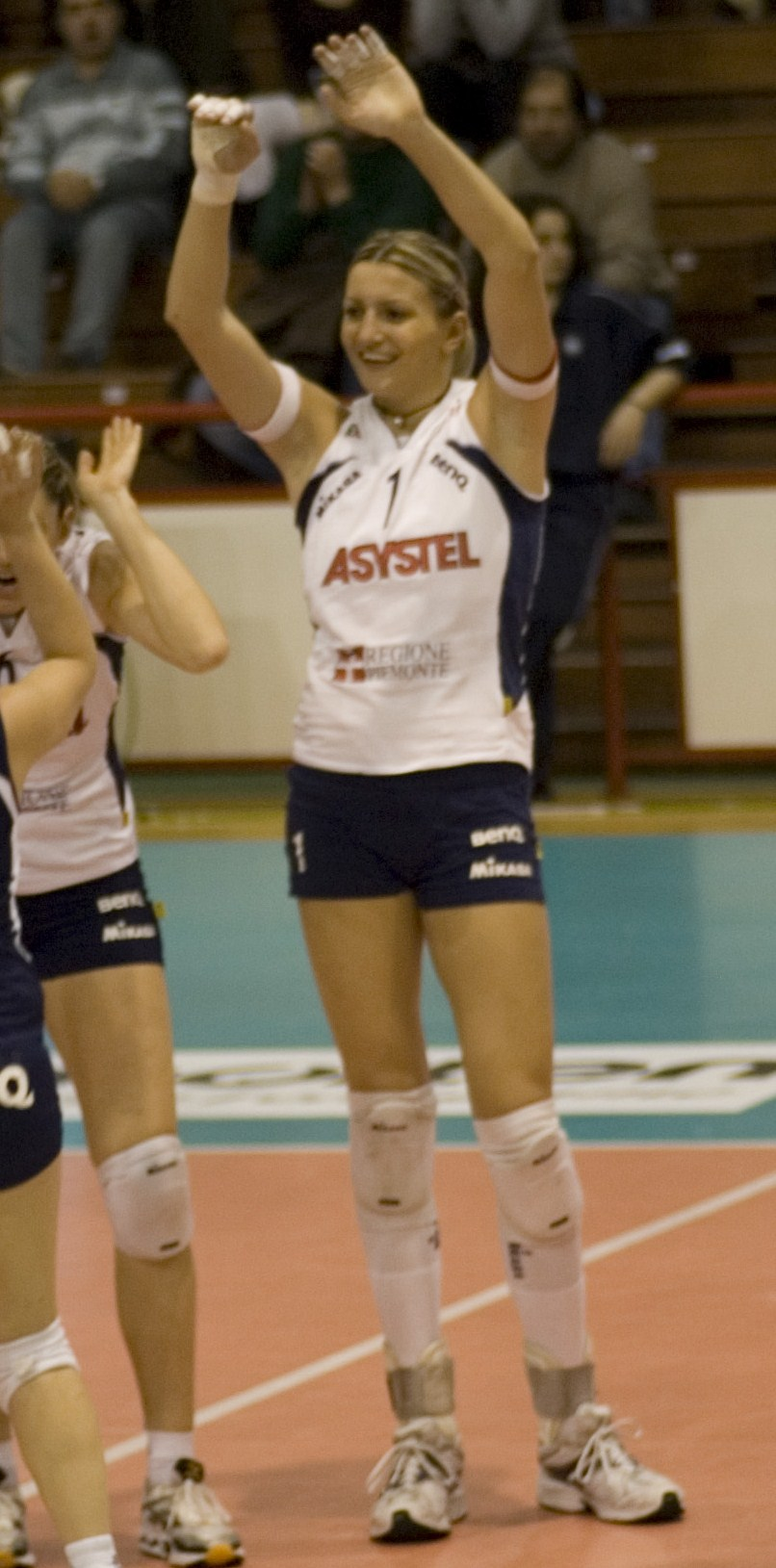
Sara Anzanello en 2008.

Née à San Donà di Piave, mais ayant grandi à Ponte di Piave, Sara Anzanello a approché le volleyball dès son enfance.
Sara Anzanello mesure 1,93 m et joue en position centrale. 
En 2013, Anzanello a dû subir une transplantation du foie après avoir contracté une forme  d'hépatite en Azerbaïdjan. Elle s'est rétablie et est revenue sur le terrain de jeu. Cependant, à la mi-2017, on lui a diagnostiqué une leucémie. Elle meurt un an plus tard, en octobre 2018, à l'âge de 38 ans.
Elle totalise 261 sélections en équipe d'Italie avec laquelle elle a été championne du monde en 2002. Elle a aussi remporté une Coupe d'Europe et trois Coupes d'Italie.

## Clubs
| Club                | Pays        | De        | À         |
| ------------------- | ----------- | --------- | --------- |
| Pallavolo Salgareda | Italie      | 1994-1995 | 1994-1995 |
| Record Latisana     | Italie      | 1995-1996 | 1997-1998 |
| Club Italia         | Italie      | 1998-1999 | 1998-1999 |
| Agil Volley Trecate | Italie      | 1999-2000 | 2000-2001 |
| Asystel Novare      | Italie      | 2001-2002 | 2008-2009 |
| GSO Villa Cortese   | Italie      | 2009-2010 | 2010-2011 |
| Azerrail Bakou      | Azerbaïdjan | 2011-2012 | 2011-2013 |

## Palmarès

### Équipe nationale
- Championnat du monde (1)
  - Vainqueur : 2002
- Coupe du monde (2)
  - Vainqueur : 2007, 2011.
- Grand Prix Mondial
  - Finaliste : 2004, 2005
- Championnat d'Europe
  - Finaliste : 2005
- Championnat d'Europe des moins de 20 ans
  - Vainqueur : 1998

### Clubs
- Top Teams Cup
  - Vainqueur : 2006
- Coupe de la CEV
  - Vainqueur : 2003, 2009
- Coupe d'Italie
  - Vainqueur : 2004, 2010, 2011.
- Supercoupe d'Italie (2)
  - Vainqueur : 2003, 2005

### Récompenses individuelles
- Grand Prix Mondial de volley-ball 2006: Meilleure contreuse.

## Hommage
Le 7 mai 2015, en présence du président du Comité national olympique italien (CONI), Giovanni Malagò, a été inauguré  le Walk of Fame du sport italien dans le parc olympique du Foro Italico de Rome, le long de Viale delle Olimpiadi. 100 tuiles rapportent chronologiquement les noms des athlètes les plus représentatifs de l'histoire du sport italien. Sur chaque tuile figure le nom du sportif, le sport dans lequel il s'est distingué et le symbole du CONI. L'une de ces tuiles lui est dédiée .